# Atte Ohtamaa
Atte Ohtamaa (Nivala, 6 novembre 1987) è un hockeista su ghiaccio finlandese.

## Palmarès

### Mondiali
- 2 medaglie:
  - 2 argenti (Bielorussia 2014; Russia 2016)